# Wspólna konsumpcja
Wspólna konsumpcja, współdzielona konsumpcja (ang. collaborative consumption) też ekonomia dzielenia się (ang. sharing economy) – terminy opisujące modele ekonomiczne, bazujące na bezinteresownym dzieleniu się, wymianie i płatnym wypożyczaniu produktów. Termin jest przeciwieństwem posiadania rzeczy na własność.
Technologia i komunikacja równych konsumentów umożliwiła tym starym zachowaniom rynkowym powrót na skalę przedtem niemożliwą.
Termin "wspólna konsumpcja" wprowadził Marcus Felson i Joe L. Spaeth w 1978 r.